# NGC 4391
NGC 4391 је елиптична галаксија у сазвежђу Змај која се налази на NGC листи објеката дубоког неба.
Деклинација објекта је + 64° 56' 1" а ректасцензија 12h 25m 18,9s. Привидна величина (магнитуда) објекта NGC 4391 износи 12,7 а фотографска магнитуда 13,7. Налази се на удаљености од 24,0000 милиона парсека од Сунца. NGC 4391 је још познат и под ознакама UGC 7511, MCG 11-15-53, CGCG 315-37, 7ZW 454, PGC 40500.